# 7,62 × 39 mm

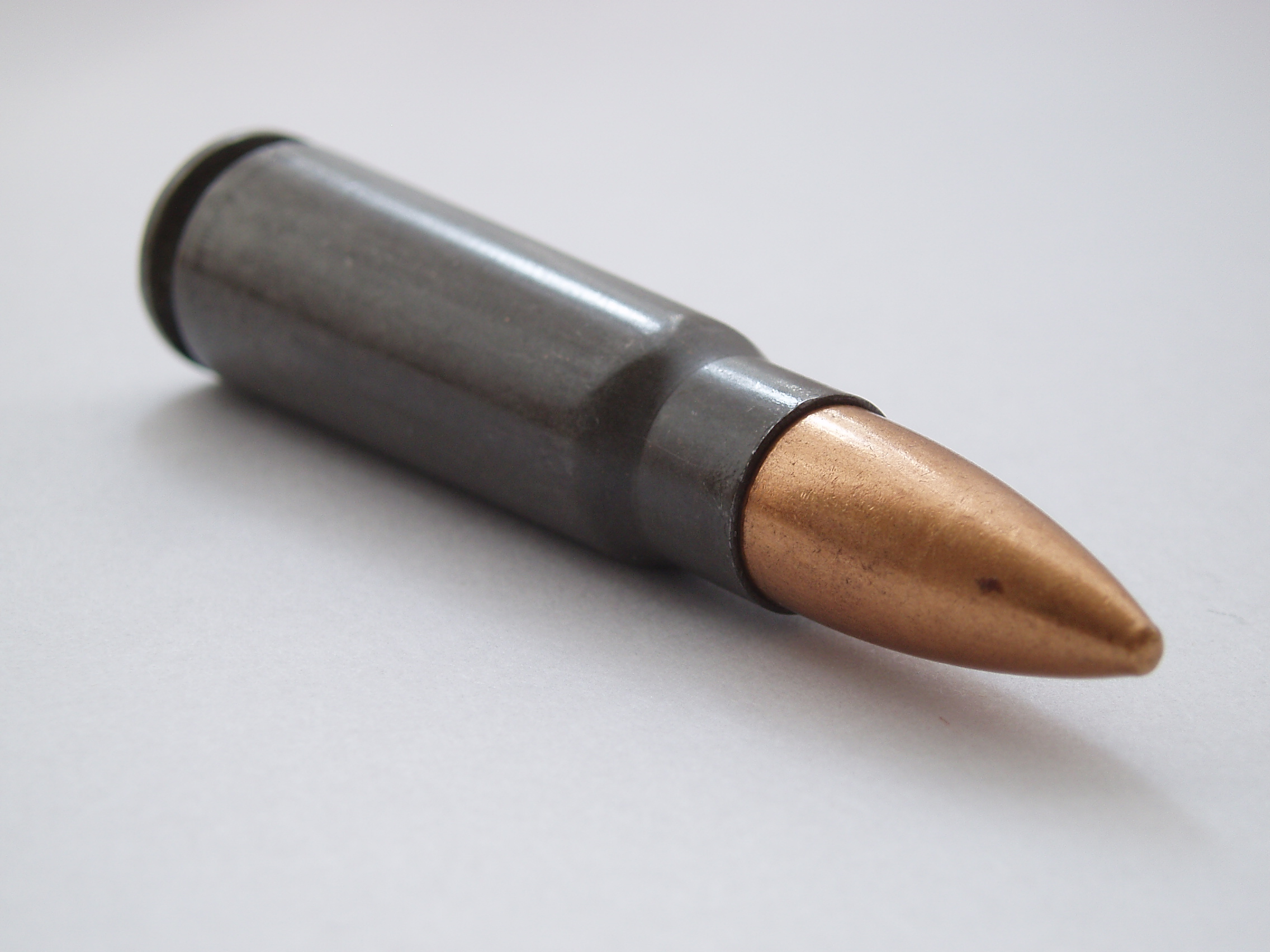
Sovjetisk 7,62 × 39 mm med patronhylsa av stål.

7,62 × 39 mm är en patron som designades i Sovjetunionen under andra världskriget och användes först i automatgeväret SKS. Ammunitionen inspirerades troligen av diverse andra modeller, särskilt den tyska GeCo 7,75 × 39 mm, en experimentell ammunition som användes innan kriget, och möjligtvis även av tyska 7,92 × 33 mm Kurz (ty. "kort").
Kort efter kriget designades den mest kända automatkarbinen någonsin för denna ammunition: AK-47:an. Ammunitionen var sovjetisk standard fram till 1970-talet, och det är fortfarande den klart vanligaste ammunitionen för automatkarbiner världen över. Dess ersättare, 5,45 × 39 mm är mindre kraftig men har längre praktisk räckvidd[källa behövs] (tack vare ökad utgångshastighet) och är mer kontrollerbar i automateld (på grund av den minskade rekylen). Ändringen var delvis en reaktion på när USA:s armé bytte från 7,62×51 mm till 5,56×45 mm.

## Prestanda
(Prestanda varierar med olika laddningar, kulvikter, pipor med mera och anges därför ungefärligt)
Utgångshastighet: 780 m/s
Anslagsenergi efter 100 meter: 2600 J

## Vapen i kaliber 7,62 × 39mm
- SKS
- AK-47
- AKM
- 7,62 RK 62
- 7,62 KvKK 62
- CZ 527M Carbine